# Azamora
Azamora is een geslacht van vlinders van de familie snuitmotten (Pyralidae), uit de onderfamilie Chrysauginae.

## Soorten
- A. brunnea Dognin, 1911
- A. corusca Lederer, 1863
- A. crameriana Stoll
- A. flammeana Sepp, 1852
- A. lata Druce, 1899
- A. melanospila Walker, 1866
- A. nobilis Druce, 1903
- A. ochribasalis Hampson, 1906
- A. olivescens Hampson, 1916
- A. penicillana Walker
- A. saturatalis Walker, 1859
- A. socialis Schaus, 1913
- A. sororia Druce, 1899
- A. tortriciformis Walker, 1858
- A. viridiplaga Schaus, 1904